# Санкт-Галлен (станція)
47°25′23″ пн. ш. 9°22′12″ сх. д. / 47.423183° пн. ш. 9.369873° сх. д.
Санкт-Галлен (нім. Bahnhof St. Gallen) — залізнична станція, що обслуговує місто Санкт-Галлен, столицю кантону Санкт-Галлен, Швейцарія. 
Вузлова станція ліній стандартної колії Санкт-Галлен — Вінтертур, Роршах — Ст. Галлен та Романсгорн — Тоггенбург швейцарських федеральних залізниць та 1000 мм залізниці Аппенцелль — Ст. Галлен — Троген Appenzeller Bahnen. 

Станція обслуговує понад 300 пасажирських поїздів і приблизно 33 000 пасажирів на день. Є 5 платформ: 3 стандартної колії та 2 вузькоколійні.
Відкрита в 1856 році і повністю перебудована на початку XX століття, станція належить і керується Швейцарськими федеральними залізницями (SBB CFF FFS), є центральною станцією Ст. Галлен S-Bahn, перед вокзалом розташована автостанція.

## Опис
Станція розташована на Бангофплац, на захід від центру міста. 
Частина станції стандартної колії складається з чотирьох платформ (1 острівна платформа і три берегові платформи), які обслуговують 7 колій ( № 1–7). «Appenzeller Bahnen»  обслуговує колії 11 і 12 на парі берегових платформ у передньому дворі вокзалу. 

## Послуги
Згідно зі зміною розкладу на грудень 2020 року, станція обслуговує: 
- EuroCity : рейси що дві години між станціями Цюрих-Головний і Мюнхен-Головний.
- InterCity: що півгодинне сполучення з аеропортом Женеви та щогодинне сполучення з Роршахом[en].
- Voralpen Express[en]: щогодинне сполучення з Люцерном[en].
- InterRegio: щогодинне сполучення між Цюрих-Центральний і Куром[en].
- RegioExpress[en]: щогодинне сполучення на лінії Бодензе-Тоггенбург між Герізау[en] та Констанцом[en].
- Ст. Галлен S-Bahn:
  - S1[en]: що-півгодинне сполучення між Віллем[en] і Шаффхаузеном[en].
  - S2[en]: щогодинне сполучення залізницею Бодензе-Тоггенбург між Неслау-Ной Ст. Йоганн[en] і Альтштеттен С.Г.[en]
  - S4[en]: погодинне сполучення залізницею Бодензе-Тоггенбург та Роршах-Ст. Галлен через Зарганс[en] (кругова операція).
  - S5[en]: погодинне або краще сполучення залізницею Ст. Галлен — Вінтертур до Вайнфельдена[en] та погодинне сполучення через залізницю Роршах — Ст. Галлен до Ст. Маргретен[en].
  - S20: в години пік залізницею Аппенцелль–Ст. Галлен-Троген між Аппенцеллем[en] і Трогеном.
  - S21: півгодинне сполучення залізницею Аппенцелль–Ст. Галлен-Троген між Аппенцеллем і Трогеном.
  - S22: рейс між Тойфеном і Трогеном в годину пік.
  - S81: погодинне сполучення залізницею Бодензе — Тоггенбург до Герізау.
  - S82: рейс у годину пік залізницею Бодензе — Тоггенбург до Віттенбаха[en].